# ایتیشپس
ایتیشپس (به قزاقی: Итішпес، يتىشپەس) یک دریاچه و دریاچه آب شور در قزاقستان است که در استان جامبیل واقع شده‌است.